# Élections sénatoriales de 2020 en Oklahoma
Les élections sénatoriales de 2020 en Oklahoma ont lieu le 3 novembre 2020 afin d'élire 24 des 48 membres du Sénat de l'État américain d'Oklahoma.
Le scrutin est remporté par le Parti républicain, qui maintient sa majorité absolue.

## Système électoral
Le Sénat de l'Oklahoma est la chambre haute de son parlement bicaméral. Il est composé de 48 sièges pourvus pour quatre ans mais renouvelé par moitié tous les deux ans au scrutin uninominal majoritaire à un tour dans autant de circonscriptions que de sièges à pourvoir.

## Résultats
|        |                       |         |       |             |        |        |             |               |  |  |  |  |  |  |  |
| Partis | Partis                | Voix    | %     | Sièges      | Sièges | Sièges | Sièges      | Sièges        |  |  |  |  |  |  |  |
| Partis | Partis                | Voix    | %     | Total avant | En jeu | Élus   | Total après | +/-           |  |  |  |  |  |  |  |
|        | Parti républicain (R) | 288 365 | 66,19 | 39          | 22     | 22     | 39          | en stagnation |  |  |  |  |  |  |  |
|        | Parti démocrate (D)   | 139 506 | 32,02 | 9           | 2      | 2      | 9           | en stagnation |  |  |  |  |  |  |  |
|        | Libertarien (L)       | 7 819   | 1,79  | 0           | 0      | 0      | 0           | en stagnation |  |  |  |  |  |  |  |
|        |                       |         |       |             |        |        |             |               |  |  |  |  |  |  |  |
| Total  | Total                 | 435 690 | 100   | 48          | 24     | 24     | 48          | en stagnation |  |  |  |  |  |  |  |